# サンセリフ
サンセリフ（仏: Sans-serif）とは、セリフのない書体 (フォント) の総称である。セリフとは、文字の線の端につけられる線・飾りで、「うろこ」、「ひげ飾り」、「ひげ」とも呼ばれる。旧来のセリフのついた活字書体（セリフ体・ローマン体とも呼ぶ）と区別するために用いられる用語。「サン」とは、フランス語で「〜のない」という意味で、「セリフのない書体」を表している。グロテスク体とも呼ばれる。
このような「うろこ」のない書体のことを日本ではゴシック体とも呼ぶが、欧文書体においてGothicとは基本的にサンセリフ体ではなくブラックレターのことを指す。

## 分類

### グロテスク・サンセリフ (Grotesque Sans-Serif)

グロテスク・サンセリフの一例 (Akzidenz-Grotesk)

最初期（19世紀～20世紀初頭）のグロテスク体のデザイン。例えば以下のような書体がある。
- Akzidenz-Grotesk（英語版）（アクチデンツ・グロテスク）
- Franklin Gothic（英語版）（フランクリン・ゴシック）

### リアリスト・サンセリフ (Realist Sans-Serif)

リアリスト・サンセリフの一例 (Helvetica)

20世紀半ばに国際タイポグラフィー様式が創始された際にグロテスク体をもとに製作された。ネオ・グロテスク体（Neo-grotesque Sans-Serif）あるいはトランジショナル体（Transitional Sans-Serif）ともいう。例えば以下のような書体がある。
- Helvetica（ヘルベチカ）
- Univers（ユニバース）
- Bell Centennial（英語版） (ベル・センテニアル)
- Arial

### ヒューマニスト・サンセリフ (Humanist Sans-Serif)

ヒューマニスト・サンセリフの一例 (Frutiger)

旧来のローマン体の骨格を残した、人間味のあるサンセリフ体を指す。20世紀に入り製作された。ヒューマニスティック・サンセリフ（Humanistic Sans-Serif）ともいう。例えば以下のような書体がある。
- Johnston（英語版）（ジョンストン）
- Gill Sans（ギル・サン）
- Optima（オプティマ）
- Frutiger（フルティガー）
- Verdana（ヴァーダナ）
- Myriad（ミリアド）

### ジオメトリック・サンセリフ (Geometric Sans-Serif)

ジオメトリック・サンセリフの一例 (Futura)

1920年代のドイツで創始された、直線や円弧など、幾何学的な図形により骨格が形成されているサンセリフ体を指す。例えば以下のような書体がある。
- Erbar（英語版） (エルバー)
- Futura（フーツラ）
- Avenir （英語版） （アベニール）
- ITC Avant Garde （英語版） （アヴァンギャルド）
- Gotham （英語版） （ゴッサム）